# Cerro El Toqui
Der Cerro EL Toqui ist ein 82 m hoher Hügel auf der Livingston-Insel im Archipel der Südlichen Shetlandinseln. Auf der Westseite des Kap Shirreff, dem nördlichen Ende der Johannes-Paul-II.-Halbinsel, ragt er östlich des Cerro El Jardín und nordwestlich des Cerro Chonos auf.
Wissenschaftler der 45. Chilenischen Antarktisexpedition (1990–1991) benannten ihn nach dem Titel eines Stammesführers der Mapuche.